# Гайсрук, Карл Каэтан фон
Карл Каэтан фон Гайсрук (нем. Karl Kajetan von Gaisruck; 7 августа 1769, Клагенфурт, Эрцгерцогство Австрия — 19 ноября 1846, Милан, Ломбардо-Венецианское королевство) — австрийский кардинал. Титулярный епископ Дербе и суффраган Пассау с 20 июля 1801 по 1 марта 1818. Архиепископ Милана с 1 марта 1818 по 19 ноября 1846. Кардинал-священник с 27 сентября 1824, с титулом церкви Сан-Марко с 21 мая 1829 по 19 ноября 1846.